# Manabu Ono
Manabu Ono (小野 学 Ono Manabu?) es un animador, guionista gráfico y director japonés. En 1998 fue uno de los fundadores del pequeño estudio de corta duración, Trapezoid junto con Ishigaki Junya, Yamaguchi Susumu y Saito Takuya.

## Historia
En sus comienzos fue el director de arte mecánico de la serie anime Angel Links; después fue director de animación en una obra de Hiroyuki Kakudo. También se desempeñó como director general en la serie anime original Transformers Cybertron. Su debut como director de animación en jefe fue en la serie anime Dragonaut: The Resonance.
Actualmente es un trabajador independiente que hace la mayor parte de su trabajo para los estudios de Sunrise y Gonzo.

## Trabajos

### Series de televisión
| Año  | Anime                                                        | Estudio                     | Funciones | Refs.         |
| ---- | ------------------------------------------------------------ | --------------------------- | --- | ------------- |
| 1995 | Neon Genesis Evangelion                                      | Gainax Tatsunoko Production | Animación clave (#10) | [ 2 ]         |
| 1995 | Tenchi Muyō!                                                 | AIC                         | Animación clave (#12, 25) | [ 3 ]         |
| 1998 | Silent Möbius                                                | Radix                       | Animación clave (#20) | [ 4 ]         |
| 1999 | Seihō Tenshi Angel Links                                     | Sunrise                     | Animación clave (#1, 12) Director de arte (#arte mecánico)                                                                                          | [ 5 ]         |
| 2000 | Gear Fighter Dendoh                                          | Sunrise                     | Director de episodios (#10, 15, 22, 28, 33, 38) Guionista gráfico (#22, 28, 33-34, 38) Director de episodios asistente (#2, 7) Animación clave (#2) | [ 6 ]         |
| 2001 | Hellsing                                                     | Gonzo                       | Director (#3) Guionista gráfico (#3) | [ 7 ]         |
| 2002 | Full Metal Panic!                                            | Gonzo                       | Guionista gráfico (#19) | [ 8 ]         |
| 2003 | Gad Guard                                                    | Gonzo                       | Animación clave (#5-6, 21) | [ 9 ]         |
| 2004 | Mai-HiME                                                     | Sunrise                     | Director de episodios (#3, 6, 15) Guionista gráfico (#3, 6, 15)                                                                                     | [ 10 ]        |
| 2005 | Transformers Galaxy Force                                    | Gonzo                       | Director Director de episodios (#1, 26, 51) Guionista gráfico (#1, 26, 38, 51)                                                                      | [ 11 ]        |
| 2007 | iDOLM@STER Xenoglossia                                       | Sunrise                     | Director de episodios (#1-2, 6, 11, 15) Guionista gráfico (#2, 6, 11, 15, 19)                                                                       | [ 12 ]        |
| 2007 | Dragonaut: The Resonance                                     | Gonzo                       | Director Guionista gráfico (#1-3, 22, 25-26) Director de unidad (#OP) Animación clave (#23, 25; OP)                                                 | [ 13 ]        |
| 2009 | Saki                                                         | Gonzo Picture Magic         | Director Director de episodios (#1, 25) Guionista gráfico (#1-2, 5, 19, 25; OP1) Director de unidad (#OP1)                                          | [ 14 ]        |
| 2010 | Mayoi Neko Overrun!                                          | AIC                         | Director de la serie (#8) Director de episodio (#8) Guionista gráfico (#8)                                                                          | [ 15 ]        |
| 2011 | A-Channel                                                    | Studio Gokumi               | Director Director de episodio (#1) Guionista gráfico (#1, 5, 12)                                                                                    | [ 16 ]        |
| 2011 | Kyōkai Senjō no Horizon                                      | Sunrise                     | Director Guionista gráfico (#1; OP; ED eps 9, 13) Animación clave (#13)                                                                             | [ 17 ]        |
| 2012 | Saki Achiga-hen: Episode of Side-A                           | Studio Gokumi               | Director Guionista gráfico (#1, 8, 12-13, 15-16) Animación clave (#OP 1-2)                                                                          | [ 18 ]        |
| 2012 | Kyōkai Senjō no Horizon II                                   | Sunrise                     | Director Director de episodios (#9, 11, 13) Guionista gráfico (#1, 13; OP) Animación clave (#13)                                                    | [ 19 ]        |
| 2014 | Saki: Zenkoku-hen                                            | Studio Gokumi               | Director Guionista gráfico (#1, 3, 12-13; OP) | [ 20 ]        |
| 2014 | Mahōka Kōkō no Rettōsei                                      | Madhouse                    | Director Guionista gráfico (#1, 26; OP1; OP2) Director de unidad (#OP) Animación clave (#OP2)                                                       | [ 21 ]        |
| 2015 | Overlord                                                     | Madhouse                    | Guionista gráfico (#10) | [ 22 ]        |
| 2015 | Gakusen Toshi Asterisk                                       | A-1 Pictures                | Director jefe Guionista gráfico (#4, 8, 12) | [ 23 ]        |
| 2016 | Gakusen Toshi Asterisk 2nd Season                            | A-1 Pictures                | Director jefe Director de episodio (#21) Guionista gráfico (#16, 21)                                                                                | [ 24 ]        |
| 2018 | Sword Art Online: Alicization                                | A-1 Pictures                | Director Director de episodios (#1, 24) Guionista gráfico (#1, 18, 24) Animación clave (#24)                                                        | [ 25 ]        |
| 2019 | Sword Art Online: Alicization - War of Underworld            | A-1 Pictures                | Director Guionista gráfico (#1) | [ 26 ]        |
| 2020 | Shin Sakura Taisen the Animation                             | Sanzigen                    | Director Composición de la serie Guionista gráfico (#1, 12)                                                                                         | [ 27 ]        |
| 2020 | Sword Art Online: Alicization - War of Underworld 2nd Season | A-1 Pictures                | Director Guionista gráfico (#21, 23) | [ 28 ]        |
| 2020 | Mahōka Kōkō no Rettōsei: Raihōsha-hen                        | 8-Bit                       | Guionista gráfico (#5) | [ 29 ]        |
| 2023 | Dead Mount Death Play                                        | Geek Toys                   | Director Composición de la serie Guionista (#1, 2, 5, 7, 12)                                                                                        | [ 30 ]        |
| 2023 | Dead Mount Death Play Part 2                                 | Geek Toys                   | Director de supervisión Composición de la serie Guionista (#15, 18)                                                                                 | [ 31 ] [ 32 ] |
| 2024 | 2.5 Jigen no Yūwaku                                          | J.C.Staff                   | Guionista gráfico (#18) | [ 33 ]        |
| 2024 | Yozakura-san Chi no Daisakusen                               | Silver Link                 | Guionista gráfico (#18) | [ 34 ]        |

### OVAs
| Año  | Anime                                         | Estudio           | Funciones               | Refs.  |
| ---- | --------------------------------------------- | ----------------- | ----------------------- | ------ |
| 1990 | The Hakkenden                                 | AIC Artmic        | Animación clave (#12)   | [ 35 ] |
| 1994 | Crows                                         | Knack Productions | Animación clave         | [ 36 ] |
| 1996 | Sore Yuke! Uchū Senkan Yamamoto Yōko          | J.C.Staff T-Up    | Animación clave (#3)    | [ 37 ] |
| 1996 | Ginga Ojōsama Densetsu Yuna: Shin'en no Fairy | J.C.Staff         | Animación clave (#1, 3) | [ 38 ] |
| 1998 | Chō Kidō Densetsu DinaGiga                    | Studio Deen       | Animación clave (#OP)   | [ 39 ] |
| 2002 | Little Monica Monogatari                      | Y.O.U.C           | Animación clave (#1-2)  | [ 40 ] |
| 2015 | Saki Biyori Animation                         | Studio Gokumi     | Director jefe           | [ 41 ] |